# Mario Risso
Mario Pablo Risso Caffiro (Montevideo, Uruguay, 31 de enero de 1988) es un futbolista uruguayo que juega como defensa central. Actualmente se encuentra en Danubio de la Primera División de Uruguay.

## Trayectoria
Comenzó su carrera en el fútbol profesional en Defensor Sporting Club en el 2008 y luego de disputar 158 partidos, fue transferido al Botafogo de Brasil, equipo en el que permaneció un año antes de ser cedido al Clube Náutico Capibaribe del mismo país.
Tras quedar libre retornó a su cuadro natal, Defensor Sporting Club.
El 14 de julio de 2015 dejó a Defensor Sporting Club y pasó al Club Atlético Huracán, equipo de la Primera División de Argentina.

## Selección juvenil
Ha sido internacional con las distintas selecciones juveniles uruguayas en varias ocasiones.

## Clubes
| Club                 | País      | Año         | Part. | Goles |
| -------------------- | --------- | ----------- | ----- | ----- |
| Defensor Sporting    | Uruguay   | 2008 - 2013 | 158   | 5     |
| Botafogo             | Brasil    | 2014        | 1     | 0     |
| Náutico (cedido)     | Brasil    | 2014        | 9     | 1     |
| Botafogo             | Brasil    | 2015        | 0     | 0     |
| Defensor Sporting    | Uruguay   | 2015        | 11    | 0     |
| Huracán              | Argentina | 2015 - 2017 | 20    | 0     |
| Celaya               | México    | 2017 - 2018 | 23    | 0     |
| Plaza Colonia        | Uruguay   | 2019 - 2021 | 0     |       |
| Nacional             | Uruguay   | 2021 - 2022 | 1     | 1     |
| Montevideo Wanderers | Uruguay   | 2022 - 2023 |       |       |
| Total                |           | 2008 - 2019 | 238   | 7     |

## Palmarés

### Torneos cortos
| Título            | Club              | Sede       | Año  |
| ----------------- | ----------------- | ---------- | ---- |
| Torneo Clausura   | Defensor Sporting | Canelones  | 2009 |
| Torneo Apertura   | Defensor Sporting | Tacuarembó | 2010 |
| Torneo Clausura   | Defensor Sporting | Montevideo | 2012 |
| Torneo Clausura   | Defensor Sporting | Montevideo | 2013 |
| Torneo Apertura   | Plaza Colonia     | Montevideo | 2021 |
| Torneo Intermedio | Nacional          | Montevideo | 2022 |
| Torneo Clausura   | Nacional          | Uruguay    | 2022 |